# Mehrgarh
Mehrgarh (urdu م‍ﮩ‍رگڑھ ) er en arkæologisk lokalitet fra neolitiske tid (ca. 7.000 f.Kr. til 3.200 f.Kr.). Den ligger på Kachisletten i Baluchistan i Pakistan. Det er et af de tidligste steder, hvor der er fundet spor af jordbrug (hvede og byg) og husdyrhold (køer, får og geder) i det sydlige Asien.
Det ligger i nærheden af Bolanpasset, et bjergpas gennem Toba Kakar-bjergene i det vestlige Pakistan, omkring 120 km fra nutidens grænse mod Afghanistan, vest for Indusdalen og mellem de pakistanske byer Quetta, Kalat, og Sibi.
Mehrgarh blev opdaget i 1974 af en arkæologisk gruppe ledet af den franske arkæolog Jean-François Jarrige, og blev omfattende udgravet i årene 1974 og 1986. Den tidligste bosætning ved Mehrgarh – i det nordøstlige hjørne af et område på 496 acre – var en lille jordbrugslandsby dateret til mellem 7.000-5.500 f.Kr.

## Livsstil og teknologi
Tidlige beboere i Mehrgarh levede i huse byggede af mursten af soltørret ler, de lagrede deres korn i kornmagasin, lavede redskaber af kobbermalm, og forede deres store kurve med asfalt. De kultiverede seksradet byg, enkornshvede, og emmerhvede, og jujubær. De havde tæmmet får, geder og køer. Beboerne i senere tider (5.500 f.Kr. til 2.600 f.Kr.) forestod mangfoldigt håndværk, blandt andet bearbejdelse af flint, garvning, perleproduktion, og metalarbejde. Stedet forblev beboet frem til omkring 2.600 f.Kr.
I april 2006 blev det i videnskabstidsskriftet Nature offentliggjort, at det ældste (og første hidtil kendte neolitiske) bevis i menneskehedens historie på boring i tænder in vivo (det vil sige på en levende person) var sket i Mehrgarh.

## Arkæologisk betydning
Mehrgarh anses som en forløber til civilisationen i Indusdalen. "Opdagelserne i Mehrgarh ændrede fuldstændig konceptet for civilisationen i Indus", i henhold til Ahmad Hasan Dani, professor emeritus i arkæologi ved Quaid-e-Azam-universitet i Islamabad. "Der har vi en hel sekvens, helt fra begyndelsen af bofast landsbyliv". I henhold til Catherine Jarrige fra Center for arkæologisk forskning Indus Balochistan, Musée Guimet, Paris:
"Kachisletten og i Bolanområdet ligger ved Bolanpassets top, en af hovedruterne som forbinder det sydlige Afghanistan, østlige Iran, Balochistanbjergene, og Indusdalen. Dette område med bølgende bjerge er således beliggende i den vestlige udkant af Indusdalen hvor der ca. 2.500 f.Kr. opstod en stor civilisation på omtrent samme tid, som i Mesopotamien og oldtidens Egypten. For første gang på det indiske subkontinent, en jævn og uafbrudt sekvens af bosteder blev etableret fra 7.000 f.Kr. til 500 f.Kr. (som et resultat) af udforskningen i Pirak fra 1968 til 1974; i Mehrgarh fra 1975 til 1985; og i Nausharo fra 1985 til 1996."
Kobberalderens folk i Mehrgarh havde også kontakter med samtidige kulturer i det nordlige Afghanistan, det nordøstlige Iran og det sydlige Centralasien.

## Mehrgarhs Periode I
Arkæologer deler bosætningen af stedet i flere perioder.
Mehrgarhs Periode I (ca. 7.000 f.Kr. – 5.500 f.Kr.) var den neolitiske og akeramiske tid (det vil sige uden brug af keramik og stentøj). Det tidligste jordbrug i området synes at være blevet udviklet af et delvis normadisk folk, som benyttede planter som hvede og byg og havde husdyrhold med får, geder og køer. Bosætningen var etableret med enkle lerbygninger med fire indre rum. Talrige gravpladser er blevet fundet, mange med omfattende gravgaver som kurve, redskaber f sten og ben, perler, armringe, hængende smykker, og tidvis og dyreoffer, og mere omfattende gravgaver i mandlige graver.
Ornamenter og smykker af muslingeskaller, kalksten, turkis, lapis lazuli, sandsten og poleret kobber er også blevet fundet, blandt andet enkle figurer af kvinner og dyr. Muslingeskallerne som kom fra kysten langt borte og lapis lazuli fundet i Badakhshan i Afghanistan vidner om god kontakt med disse områder. En enkelt stenøkse blev fundet i en grav og flere andre blev fundet i jorden. Disse økser er de tidligste arkæologiske fund, som er kommet fra en lagdelt kontekst i det sydlige Asien.
I 2001 studerede arkæologerne levningerne af to mænd fra Mehrgarh og gjorde den opdagelse, at folket fra civilisationen i Indusdalen, fra den tidlige del af Induskulturen (tidlig harappanske tid) havde kundskab om tidlig tandlægevirksomhed. Senere, i april 2006, blev det oplyst i videnskapstidsskriftet Nature at det tidligste (og første tidlige neolitiske) bevis for boring i menneskelige tænder in vivo var fundet i Mehrgarh. I henhold til forfatterne pegede deres opdagelse på en tradition af tidlig tandlægekundskab i de tidlige jordbrugskulturer i regionen: "Her beskriver vi boring i 11 tandkroner hos 9 voksne, som blev opdaget i et neolitisk gravfelt i Pakistan som dateres fra 7.500 til 9.000 år siden. Disse fund giver bevis på en lang tradition af en form for tidlig tandlægekundskab i en tidlig jordbrukgkultur".

## Mehrgarhs Periode VII
En gang mellem år 2.600 f.Kr. og 2.000 f.Kr. synes det som om, at byen i stor grad blev forladt. Det var på en tid, da civilisationen i Indusdalen var på sin mellemste udviklingsstadium. Det er blevet foreslået, at beboerne i Mehrgarh gradvist udvandrede til den frugtbare Indusdal i takt med, at Baluchistan blev mere gold og udtørret på grund af klimatiske ændringer.

## En del navnevarianter
- Mehrgarh er også stavet som Mehrgahr, Merhgarh eller Merhgahr.
- Kachisletten er også stavet som Kacchi og Katchi.